# River Bend, North Carolina
River Bend är en kommun (town) i Craven County i North Carolina. Vid 2010 års folkräkning hade River Bend 3 119 invånare.